# Передній мозок

Схема основних відділів мозку: передній мозок — Prosencephalon

Передній мозок (лат. prosencephalon) — передня частина головного мозку, що складається з проміжного мозку (лат. diencephalon) і кінцевого мозку (лат. telencephalon). Включає сіру речовину кори, підкіркові ядра, а також нервові волокна, що створюють білу речовину. Передній мозок, середній мозок і задній мозок — три основні складові мозку(мозкові міхури на стадії трьох мозкових міхурів), що розвинулися у центральній нервовій системі. 
У розвитку на стадії п'яти мозкових міхурів з переднього мозку виділяється проміжний мозок (таламус, епіталамус, субталамус, гіпоталамус і метаталамус), а також кінцевий мозок. Кінцевий мозок складається з кори головного мозку, білої речовини і базальних гангліїв.
Коли у ембріона передній мозок не може розділитися на дві частки, результатом цього стає стан, відомий як голопрозенцефалія.